# Lîsețka, Pidhaiți
Lîsețka (în ucraineană Лисецька) este o comună în raionul Pidhaiți, regiunea Ternopil, Ucraina, formată numai din satul de reședință.

## Demografie
Componența lingvistică a comunei Lîsețka
     Ucraineană (100%)
Conform recensământului din 2001, toată populația comunei Lîsețka era vorbitoare de ucraineană (100%).